# Дом Сверкеров
Дом Сверкеров — один из двух кланов, соперничавших в борьбе за трон Швеции между 1150 и 1220 годами.
После угасания Дома Стенкилей и взошествия на престол Сверкера I в Швеции в 1130 году началась гражданская война. Вначале было несколько претендентов, из которых Сверкер I выявился победителем на какое-то время. Антагонистами, в конечном итоге, стали Дом Сверкеров в Эстергётланде и Дом Эриков в Вестергётланде и Уппланде (Эрик Святой был убит и похоронен в последней провинции, другие из династии были похоронены в Варнхемском монастыре в первой провинции, как и ярл Биргер, бывший в тесном родстве с династией), которые чередовались на троне в течение нескольких поколений, пока в 1220-х годах династия Эриков не одержала верх, и династия Сверкеров угасла (по крайней мере, по мужской линии). Некрополь рода Сверкеров находится в Альвастрском монастыре, основанном в 1143 году Сверкером I.
Сверкеры имели родственные связи с королевской семьёй Дании, которая наряду с Папой Римским была их главным союзником.
Как обычно, в средневековых династических конфликтах конечный результат объединил кровь соперничающих линий, так как в 1250 году Вальдемар из Фолькунгов (тогда несовершеннолетний, его отец Биргер Ярл выступал как регент) взошёл на трон, будучи как наследником Дома Эриков по матери (которая была сестрой Эрика XI, последнего из династии Эриков), так и Дома Сверкеров по матери Биргера (которая была дочерью младшего сына Сверкера I).